# Paul Vogel (Politiker, 1845)

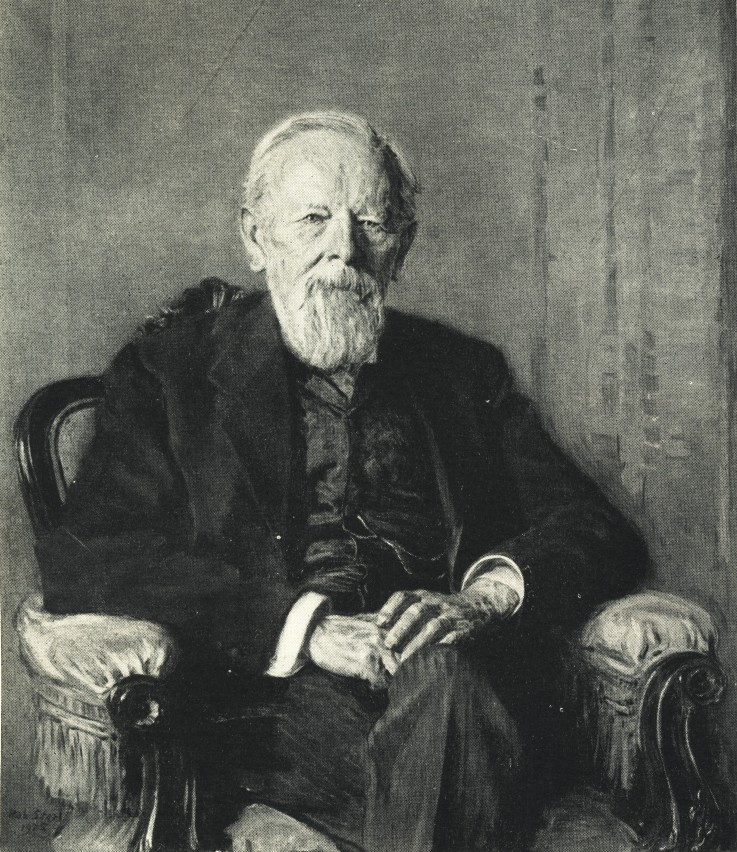
Robert Sterl: Paul W. Vogel (1925)

Paul Wilhelm Vogel (* 6. August 1845 in Chemnitz; † 14. Februar 1930 in Dresden) war ein deutscher nationalliberaler Politiker. Er war langjähriges Mitglied des sächsischen Landtags und Präsident der II. Kammer.

## Leben und Wirken
Der Sohn des Chemnitzer Kommerzienrats, Möbelstoff- und Papierfabrikanten Adolf Friedrich Wilhelm Vogel (1810–1870) und dessen Ehefrau Thekla geb. Schneider, Schwester des sächsischen Justizministers (1866–1871) Robert Schneider, erhielt seine erste Schulbildung auf einer Chemnitzer Bürger- und Realschule sowie auf einem Progymnasium. Seit 1859 besuchte er die Meißner Fürstenschule St. Afra, legte sein Abitur jedoch an einem Zwickauer Gymnasium ab, nachdem er kurz vor Abschluss der Oberprima die Fürstenschule nach einem Streit mit dem dortigen Direktor verlassen hatte. Er studierte in der Folge die Fächer Chemie und Physik an den Universitäten in Wien, Berlin und Leipzig. 1866 wechselte er nach Heidelberg, wo er sich für die Fächer Mathematik und Philosophie immatrikulierte. 1868 schloss er dort seine Studienzeit mit einer juristischen Dissertation ab.
Im Oktober 1868 stieg er als Prokurist in das väterliche Unternehmen ein, dass er von 1876 bis 1887 zusammen mit seinem Bruder Hermann Vogel (1841–1917) leitete. Danach stieg er aus dem Unternehmen aus, zog nach Dresden und engagierte sich politisch für die Nationalliberale Partei. 1890 wurde er zum Vorsitzenden des Nationalliberalen Reichsvereins in Dresden gewählt. Im Dresdner Stadtverordnetenkollegium war er von 1894 bis 1898 und 1906 bis 1919 Mitglied und ab 1909 erster Vizevorsteher. Ab dem Landtag 1901/02 war er Abgeordneter in der II. Kammer des Sächsischen Landtags und fungierte dort zwischen 1903 und 1908 als stellvertretender Fraktionsvorsitzender der nationalliberalen Landtagsfraktion. Seit 1909 war er zudem stellvertretender Parteivorsitzender der Nationalliberalen Partei Deutschlands auf Reichsebene. Zudem war er in mehreren Interessenvertretungen der Industrie engagiert. Seit 1905 gehörte er dem Direktorium des Centralverbands deutscher Industrieller an.
Im Sächsischen Landtag zählte er zu den Befürwortern des Pluralwahlrechts, das 1909 das Dreiklassenwahlrecht ablöste, das die Konservative Partei begünstigt hatte. Nach der Landtagswahl von 1909 verschoben sich die Kräfteverhältnisse zugunsten der Nationalliberalen, so dass Vogel anstelle von Paul Mehnert zum Kammerpräsidenten gewählt wurde. Dieses Amt behielt er bis zur Auflösung des Landtags 1918, als der Dresdner Arbeiter- und Soldatenrat das Dresdner Ständehaus besetzte. In der Weimarer Republik gehörte er zu den Gründungsmitgliedern der Deutschen Volkspartei, deren Ehrenvorsitzender Vogel von 1919 bis zu seinem Tod war. Bei der 1898 kandidierte er im Reichstagswahlkreis Königreich Sachsen 1, musste sich aber in der Stichwahl knapp Edmund Fischer (SPD) geschlagen geben.
Von der Technischen Hochschule Dresden wurde ihm die Ehrendoktorwürde verliehen.

## Schriften
- Der Begriff des gegen die guten Sitten verstoßenden Rechtsgeschäftes nach §138 Abs. 1 BGB, Diss. Leipzig 1906.
- Erinnerungen aus meiner öffentlichen Tätigkeit in Dresden. In: Dresdner Kalender 1925, S. 208–215.